# دامون واينز
دامون كيل واينز (بالإنجليزية: Damon Kyle Wayans, Sr.)‏ وهو ممثل ومنتج وكوميدي ساخر وكاتب أمريكي ولد في يوم 4 سبتمبر 1960 في مدينة نيويورك في ولاية نيويورك في الولايات المتحدة وهم من عائلة واينز المشهورة مثل في مسلسل زوجتي وأطفالي في سنة 2001.

## روابط خارجية
- دامون واينز على موقع IMDb (الإنجليزية)
- دامون واينز على موقع ميتاكريتيك (الإنجليزية)
- دامون واينز على موقع روتن توميتوز (الإنجليزية)
- دامون واينز على موقع قاعدة بيانات الأفلام العربية
- دامون واينز على موقع ألو سيني (الفرنسية)
- دامون واينز على موقع ميوزك برينز (الإنجليزية)
- دامون واينز على موقع أول موفي (الإنجليزية)
- دامون واينز على موقع بوكس أوفيس موجو (الإنجليزية)
- دامون واينز على موقع قاعدة بيانات الأفلام السويدية (السويدية)
- دامون واينز على موقع إن إن دي بي (الإنجليزية)